# Puig Pelat (Fogars de la Selva)
El Puig Pelat és una muntanya de 267 metres que es troba al municipi de Fogars de la Selva, a la comarca de la Selva.